# Julián López Martín
Julián López Martín (Toro, 21 de abril de 1945) é um clérigo espanhol e bispo católico romano emérito de León, na Espanha.
Foi ordenado sacerdote em Zamora (Espanha) pelo arcebispo Mario Tagliaferri em 1968 e bispo de Ciudad Rodrigo em 1994. Em 19 de março de 2002 foi nomeado Bispo de Leão com posse em 28 de abril de 2002.
Em 21 de outubro de 2020, o Papa Francisco aceitou a renúncia de Julián López Martín por motivos de idade.<x ref>«Rinuncia e nomina del Vescovo di León (Spagna)». Tägliches Bulletin (em italiano). Presseamt des Heiligen Stuhls. 21 de outubro de 2020. Consultado em 21 de outubro de 2020</ref>
Julián López Martín é membro da seguinte instituição da Cúria Romana: Congregação para o Culto Divino e a Disciplina dos Sacramentos (desde 2010)